# Lina Stern
Lina Solomonovna Stern o Štern (in russo Лина Соломоновна Штерн?; Libau, 26 agosto 1878 – Mosca, 7 marzo 1968) è stata una biochimica e fisiologa sovietica, la prima donna componente dell'Accademia delle scienze dell'URSS, le cui scoperte mediche hanno salvato migliaia di vite durante la seconda guerra mondiale. È meglio nota per il suo lavoro pionieristico sulla barriera emato-encefalica, che descrisse nel 1921.

## Biografia
Nata a Libau nell'Impero russo (oggi Liepāj in Lettonia), in una famiglia ebrea ed educata a Ginevra. Suo padre, vissuto per molti anni in Germania, era impiegato nell'esportazione del grano. Lina fu la prima di sette figli. 
Seguì i corsi della scuola secondaria nella città natale. A causa delle restrizioni del tempo riguardanti le persone non di fede ortodossa, non poté iscriversi alla facoltà di medicina dell'Università di Mosca. Nel 1898 si iscrisse alla facoltà di medicina dell'Università di Ginevra e a pochi mesi dal suo arrivo, raggiunge l'ambiente degli scienziati russi emigranti a Ginevra. Uno di questi fu il fondatore della scuola di biochimica russa, Alexei Bach, i cui giudizi ebbero una forte influenza sulla futura scienziata.
Il suo primo lavoro scientifico lo realizzò nel 1902, ancora studentessa, uno studio che chiamò "L'indagine del cosiddetto rene endocrino" (la sua prima documentazione scientifica sulla secrezione delle ghiandole surrenali) e due anni dopo conseguì la tesi di laurea con il titolo Lo studio fisiologico delle contrazioni dell'uretere.

## Carriera

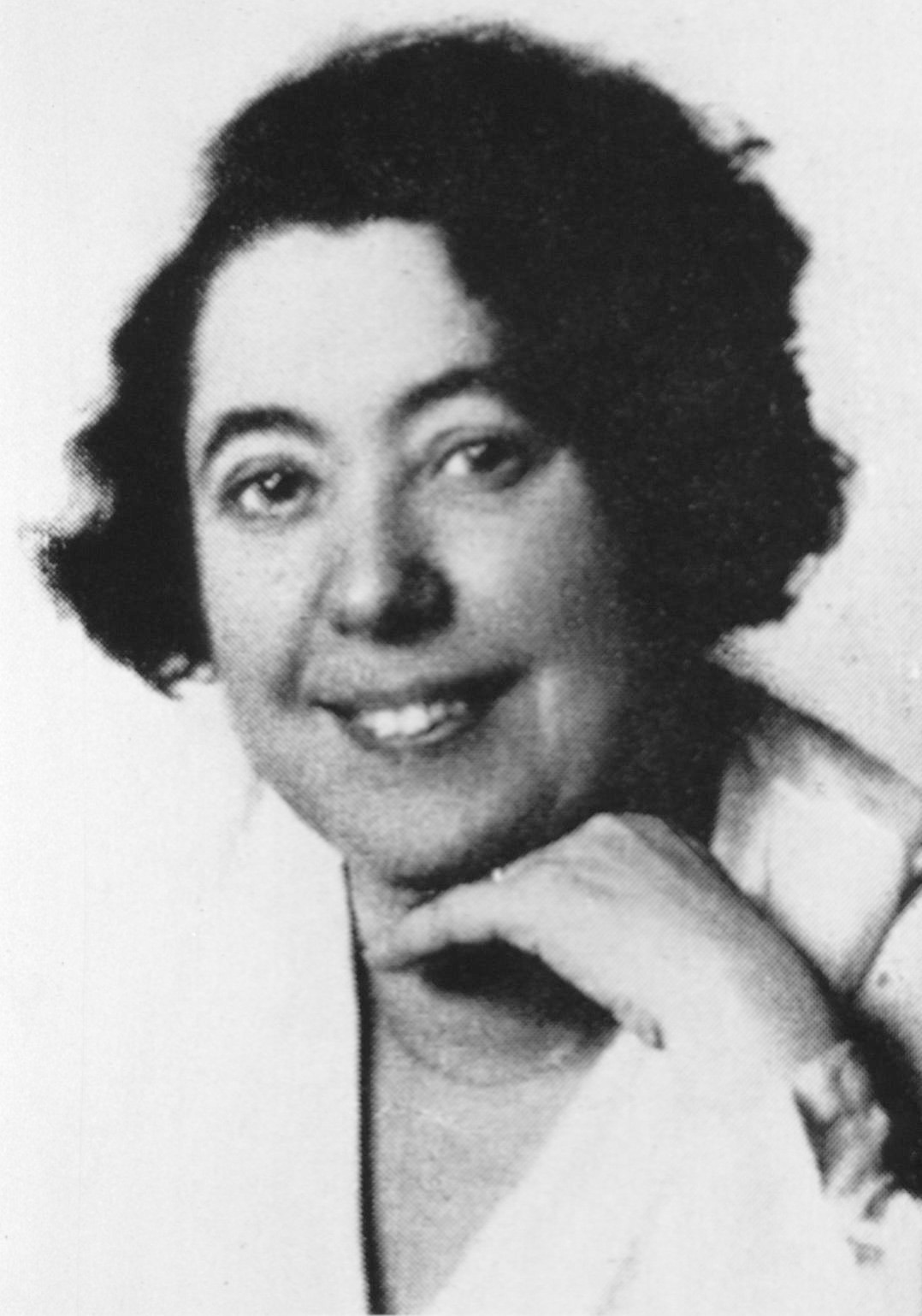
Stern fotografata nel 1910

Dopo il conseguimento della laurea tornò in Russia, ma su invito del professor Jean Prevost fece ritorno a Ginevra, diventando assistente del Dipartimento di fisiologia. Qui iniziò, insieme allo scienziato svizzero Friedrich Batelli (assistente di Prevost), la ricerca nel campo dell'ossidazione biologica, il cui risultato fu la scoperta dell'enzima polifenolo ossidasi. Per quasi 20 anni, insieme a Batelli analizzò il fluido nei tessuti cellulari, sperimentò la loro regolazione e l'azione di vari catalizzatori su di essi, sviluppando un nuovo metodo per studiare la respirazione che rivoluzionò la medicina. Fecero scoperte fondamentali come una nuova classe di enzimi, la deidrogenasi; scissero l'idrogeno dal substrato ossidato, stabilirono e descrissero i vari tipi di processi ossidativi, stabilirono la conversione ciclica degli acidi malico e fumarico. Così iniziarono lo studio del ciclo degli acidi tricarbossilici, ciclo che fu decifrato interamente da Hans Krebs nel 1937, studi per i quali ricevette il Premio Nobel.
Il suo sogno di diventare medico nel zemstvo, le fece scrivere nelle note autobiografiche: "All'inizio, la medicina non mi attraeva tanto quanto la scienza, ma più come un'opportunità filantropica". Amava la musica e il ballo, e oltre alla medicina, desiderava ottenere un'educazione teatrale per diventare una ballerina professionista. Parlava correttamente francese, tedesco, inglese e italiano e prima di trasferirsi nell'URSS le sue opere vennero pubblicate in lingua francese e tedesca.

Nel 1913, al 9 ° Congresso internazionale dei fisiologi, presentò "L'importanza degli ossidi nel meccanismo della respirazione dei tessuti", un lavoro che portò il biochimico tedesco Karl Neuberg ad affermare che una giovane scienziata russa stava percorrendo nuove strade nella scienza: 
()
. 
Intraprese una carriera accademica e svolse ricerche originali in biochimica e nelle neuroscienze. Fu la prima donna, dopo il 1918 a ottenere un titolo professionale presso l'Università di Ginevra, come docente di chimica e fisiologia e ricercatrice nell'ambito della respirazione cellulare.
Dal 1917 al 1925, fu la responsabile della cattedra del Dipartimento di chimica fisiologica dell'Università svizzera e nel 1925, per convinzioni ideologiche, emigrò nell'Unione Sovietica, dove dal 1925 al 1948 lavorò come docente del 2° Istituto di medicina.
Dal 1929 al 1948, Lina Stern divenne la direttrice dell'Istituto di fisiologia dell'Accademia delle scienze dell'URSS. Tra i molti argomenti ai quali lei e il suo gruppo si dedicarono, c'erano la longevità e il sonno. Sotto la sua guida, gruppi di colleghi con esperienze multidisciplinari lavorarono sulle barriere emato-encefaliche e istologiche. I risultati di questi esperimenti furono successivamente implementati nella pratica clinica e salvarono migliaia di vite umane durante la seconda guerra mondiale. Nel 1939 divenne la prima donna membro dell'Accademia. Nel 1943 vinse il Premio Stalin.

## Attivismo e persecuzioni
Fu componente del Comitato antifascista delle donne e del Comitato antifascista ebraico (JAC) fino allo scoppio della seconda guerra mondiale; Lina Stern fu l'unica sopravvissuta di 15 arrestati e condannati alla pena di morte quando la JAC fu soppressa nel gennaio 1949. La sua condanna a morte venne modificata in carcere, seguito da cinque anni di esilio a Dzhambul (attuale Taraz), in Kazakistan.

## Dopo la riabilitazione
Dopo la morte di Stalin nel 1953, Lina Stern fu riabilitata, le fu permesso di tornare a Mosca e nel 1954-1968 diresse il Dipartimento di Fisiologia all'Istituto di Biofisica.

## Riconoscimenti
- Premio Stalin (1943)